# Gertrude Weaver
Gertrude Weaver (Arkansas, 4 de julho de 1898 – Arkansas, 6 de abril de 2015) foi uma supercentenária norte-americana, e decana da Humanidade por menos de uma semana. Gertrude Weaver foi, confirmadamente, a pessoa mais velha do mundo de 1 a 6 de abril de 2015 e a pessoa mais velha nos Estados Unidos entre setembro de 2012 a abril de 2015. Weaver também é a décima primeira pessoa mais velha de sempre.

## Biografia
Weaver nasceu no sudoeste do Arkansas. É filha de meeiros que testemunharam a Guerra Civil Americana: seu pai, Charles Gaines, nasceu em maio de 1861; e, sua mãe, Ophelia Jeffreys, nasceu em dezembro de 1866. Weaver casou-se em 18 de julho de 1915 e teve quatro filhos. Em seu aniversário de 116 anos, apenas Joe, de 93 anos, estava vivo.
Aos 104 anos de idade, passou a residir em um asilo de Camden após quebrar o quadril. Após recuperar-se, voltou para sua casa e recebeu ajuda de sua neta, retornando novamente ao asilo aos 109 anos.
Em sua festa de aniversário de 116 anos, o Gerontology Research Group (GRG) anunciou a confirmação de sua idade, fazendo dela a norte-americana mais velha. O presidente dos Estados Unidos, Barack Obama e a prefeita de Camden, Marie Trisollini enviaram uma carta declarando seu aniversário como "Dia de Gertrude".
Em entrevista a Revista Time afirmou que o segredo para a vida longa é: "A bondade. Trate as pessoas direito e seja boa para outras pessoas, da maneira que você quer que elas sejam boas para você ".
Gertrude Weaver tornou-se a pessoa mais velha nos Estados Unidos após a morte de Dina Manfredini, em dezembro de 2012. Após a morte da japonesa Misao Okawa em 1 de abril de 2015, passou a ser a pessoa mais velha viva da humanidade.
Em 6 de abril de 2015, morreu por complicações de pneumonia aos 116 anos e 276 dias, no Centro de Saúde e Reabilitação Silver Oaks. Kathy Langley, uma das diretoras do Silver Oaks, declarou que Weaver "sabia que era a decana da humanidade e estava muito feliz. Ela apreciava cada ligação, cada carta, cada comentário".
 Ela foi a última pessoa nascida no ano de 1898 a morrer. Com sua morte, o título de decana da humanidade foi para Jeralean Talley.